# Vijay Kumar
Pour les articles homonymes, voir Kumar (homonymie).
Vijay Kumar, né le 19 août 1985 à Harsour, est un tireur sportif indien.

## Carrière
Vijay Kumar remporte la médaille d'argent de l'épreuve de pistolet à 25 mètres tir rapide messieurs aux Jeux olympiques d'été de 2012 à Londres. Il se classe aussi 31e en pistolet à 10 m air comprimé.